# Overlay network
Una overlay network (in italiano, meno usato, rete sovrapposta) è una rete di calcolatori costruita su un'altra rete.

## Struttura
I nodi possono essere connessi fra loro tramite collegamenti logici o virtuali, ciascuno dei quali corrisponde ad un percorso, talvolta un vero e proprio percorso fisico, nella rete sottostante.
Per esempio, sistemi distribuiti come reti peer-to-peer, cloud computing o applicazioni client/server sono delle overlay network, poiché i loro nodi si sovrappongono a quelli della rete Internet.